# L'École des maris

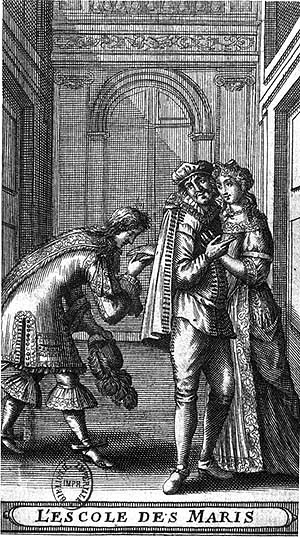
Frontispice de l'édition de 1682.

L’École des maris est une comédie en trois actes et en vers de Molière, représentée pour la première fois à Paris au Théâtre du Palais-Royal le 24 juin 1661 par la troupe de Monsieur, frère unique du Roi.
L’intrigue de cette comédie, qui repose sur le contraste radical entre deux frères, dont l’un a pour principe la sévérité dans l’éducation des enfants et l’autre l’indulgence, s’inspire des Adelphes de Térence. Molière mit Madeleine Béjart dans le rôle de Lisette, ce qui ne lui plut point.

## Distribution
| Personnage                  | Acteur           |
| --------------------------- | ---------------- |
| Sganarelle, frère d’Ariste  | Molière          |
| Ariste, frère de Sganarelle | L'Espy           |
| Isabelle, sœur de Léonor    | Mlle de Brie     |
| Léonor, sœur d’Isabelle     | Armande Béjart   |
| Lisette, servante de Léonor | Madeleine Béjart |
| Valère, amant d’Isabelle    | La Grange        |
| Ergaste , valet de Valère   | Du Parc          |
| Le commissaire              | De Brie          |
| Le notaire                  | Louis Chanut     |
| Deux laquais                |                  |

## Résumé
Deux frères sont tous deux tuteurs de deux sœurs orphelines. Tolérant et compréhensif, Ariste laisse Léonor libre de ses choix. Son cadet, Sganarelle, se montre, en revanche, rébarbatif et circonspect envers Isabelle qui, amoureuse de Valère, devra avoir recours à des subterfuges pour avoir raison des soupçons de son impérieux tuteur. Elle se rendra ainsi, en se faisant passer pour sa sœur, chez son amoureux pour se faire épouser légitimement par lui. Ariste se verra, au contraire de Sganarelle, récompensé de sa largeur d’esprit envers Léonor, en l’épousant.

## Quelques répliques
- « Et que les noirs chagrins des maris ou des pères

Ont toujours du galant avancé les affaires. » (Ergaste, acte I, scène IV, vers 319-320)
- « Et l’école du monde, en l’air dont il faut vivre

Instruit mieux, à mon gré, que ne fait aucun livre. » (Ariste, acte I, scène II, vers 191-192)
- « ... les verrous et les grilles

Ne font pas la vertu des femmes ni des filles. » (Ariste, acte I, scène II, vers 167-168) et (Sganarelle, acte III, scène V, vers 951-952)
- « Vous, si vous connoissez des maris loups-garous,

Envoyez-les au moins à l’école chez nous » (Lisette, acte III, scène IX, réplique finale)

## Œuvres dérivées
- L'École des maris d'Emmanuel Bondeville, Grand prix du disque en 1954 ; Création du rôle de Sganarelle par Louis Musy